# Sabine Portius
Sabine Portius es una deportista de la RDA que compitió en remo. Ganó dos medallas de bronce en el Campeonato Mundial de Remo, en los años 1982 y 1983.

## Palmarés internacional
| Campeonato Mundial | Campeonato Mundial | Campeonato Mundial | Campeonato Mundial |
| Año                | Lugar              | Medalla            | Prueba             |
| ------------------ | ------------------ | ------------------ | ------------------ |
| 1982               | Lucerna (Suiza)    | Medalla de bronce  | Ocho con timonel   |
| 1983               | Duisburgo (RFA)    | Medalla de bronce  | Ocho con timonel   |